# LaToya Bond
LaToya Bond (Decatur, 13 febbraio 1984) è un'ex cestista statunitense, professionista nella WNBA.

## Carriera
È stata selezionata dalle Charlotte Sting al secondo giro del Draft WNBA 2006 (27ª scelta assoluta).